# Laboratoire Hubert-Curien
 (décembre 2016).
Améliorez-le ou discutez des points à vérifier. 
 (avril 2013).
Si vous disposez d'ouvrages ou d'articles de référence ou si vous connaissez des sites web de qualité traitant du thème abordé ici, merci de compléter l'article en donnant les références utiles à sa vérifiabilité et en les liant à la section « Notes et références ».
Le laboratoire Hubert Curien est un laboratoire de recherche commun à l’Université de Saint-Étienne (qui fait partie de la Comue Université de Lyon), au CNRS (tutelles principales) et depuis 2016 à l'Institut d'Optique Graduate School (tutelle secondaire). Il constitue l'unité mixte de recherche UMR 5516 composée de près de 90 chercheurs et enseignants-chercheurs permanents, 20 ingénieurs, techniciens et personnels administratifs, plus de 100 doctorants et chercheurs postdoctoraux. 
Le laboratoire Hubert Curien coordonne le laboratoire d'excellence MANUTECH-SISE et l'équipement d'excellence MANUTECH-USD dans le contexte des équipements d'avenir, réalisés en partenariat avec plusieurs laboratoires de l’Université de Lyon (LTDS, LGF, LaMCoS) et l’entreprise HEF. Les partenaires visent la compréhension et la maîtrise des phénomènes de surface tels que l’usure, le frottement, la résistance à la fatigue, la réactivité chimique, la mouillabilité, le  contrôle des propriétés optiques ou encore l’aspect visuel et tactile. Ils visent également à créer et contrôler des fonctionnalités de surface, et à développer des procédés avancés de fabrication des surfaces et des interfaces à différentes échelles, en particulier les procédés de texturation par laser ultrabref.
Une attention particulière au cours des dernières années a été portée sur le développement de projets scientifiques inter disciplinaires, notamment en ingénierie des matériaux et surfaces, en traitement d'images et en génie optique, en Vision par ordinateur ou encore en intelligence artificielle.

## Six thèmes de recherche

### Micro et nano structuration
Le travail de l'équipe est centré sur la structuration de surface et des matériaux à des dimensions caractéristiques micrométriques et/ou nanométriques (en dessous de la longueur d'onde).
Des techniques de photolithographie ont été utilisées pendant longtemps dans le laboratoire pour fabriquer des éléments optiques de diffraction utilisés dans des applications variées telles que la mise en forme d'impulsions temporelles, le contrôle de la polarisation de sources laser ou le marquage de données.
Plus récemment, le laboratoire a développé des techniques de nanostructuration et des méthodes de synthèse de matériaux pour la croissance contrôlée de nanoparticules au sein de matrices sol gel ou diélectriques.

### Interactions rayonnement - matière
Le thème de recherche « Interactions rayonnement/matière » se concentre sur les effets des rayonnements pour la vulnérabilité, le traitement, la fonctionnalisation et la fabrication des matériaux.

### Formation, compréhension et analyse de l’image
L'objectif scientifique de cette équipe est de fournir des techniques, algorithmes et modèles afin de mieux exploiter le potentiel des images et des vidéos en technologies de l'information.

### Data Intelligence
L'équipe Data Intelligence du laboratoire Hubert Curien est spécialisée en Apprentissage Automatique, en Fouille de Données et en Recherche d'Information. Nécessitant des compétences en informatique, mathématiques appliquées et optimisation, elle aborde à la fois les aspects algorithmiques et théoriques des problématiques suivantes :
- L'apprentissage de représentation (metric learning[5] et deep-learning)
- L'apprentissage automatique pour la détection de fraudes et d'anomalies
- L'apprentissage par transfert et l'adaptation de domaine[6]
- L'apprentissage automatique de langage naturel
- La fouille de données structurées sous forme de graphes
- La fouille de données pour l'analyse d'images et de vidéos
- La recherche d'information sociale et personnalisée

### Systèmes Embarqués Sécurisés et Architectures Matérielles
L'objectif principal de recherche dans l'équipe Systèmes Embarqués Sécurisés et Architectures Matérielles est de proposer des architectures matérielles efficaces et robustes qui sont résistantes aux attaques cryptographiques passives et actives, en cryptographie embarquée et en télécommunications.

## Direction
- Florent Pigeon (2006 — 2016)
- Florence Garrelie (2016 — …)